# اتفاقية روتردام
اتفاقية روتردام المعروفة رسميا باسم اتفاقية روتردام المتعلقة بتطبيق إجراء الموافقة المسبقة عن علم على مواد كيميائية ومبيدات في التجارة الدولية آفات معينة خطرة متداولة هي معاهدة متعددة الأطراف لتعزيز تقاسم المسؤوليات فيما يتعلق باستيراد المواد الكيميائية الخطرة. الاتفاقية تشجع التبادل المفتوح للمعلومات وتدعو المصدرين للمواد الكيميائية الخطرة لوضع العلامات المناسبة التي تشمل التوجيهات على التعامل الآمن وإبلاغ المشترين عن أي قيود أو حظر معروف. يمكن للدول الموقعة اقرار ما إذا كان سيسمح أو سيحظر استيراد المواد الكيميائية المدرجة في المعاهدة وأجبرت الدول المصدرة للتأكد من أن المنتجين في نطاق ولايتها الامتثال.
عقد الاجتماع السادس لمؤتمر روتردام من 28 أبريل إلى 10 مايو 2013 في جنيف بسويسرا.